# Otto Heinrich Fugger

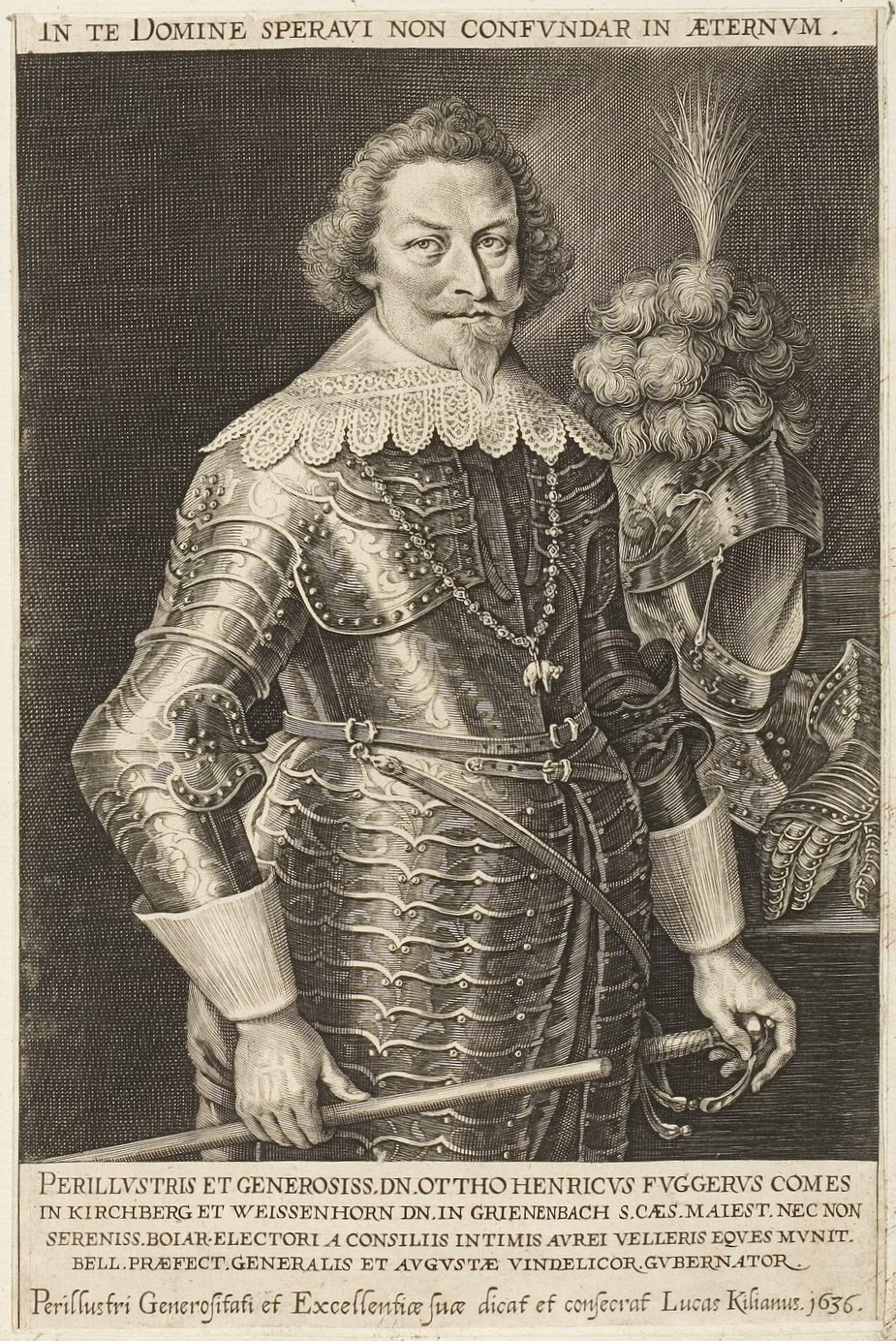

Otto Heinrich Fugger, graaf van Kirchberg en Weissenhorn (12 januari 1592 - 12 oktober 1644) was een Beiers edelman en veldheer tijdens de Dertigjarige Oorlog in het kamp van de Habsburgse keizer.
Hij was een telg uit het bankiersgeslacht Fugger uit Augsburg en vocht in Spaanse, Oostenrijkse en Beierse dienst. In 1635 werd hij keizerlijk gouverneur en bevelvoerder van de keizerlijke troepen in Augsburg.